# Rudol'f Lazarevič Samojlovič
Rudol'f Lazarevič Samojlovič, in russo Рудольф Лазаревич Самойлович? (Azov, 1 (13) settembre 1881 – Mosca, 4 marzo 1939), è stato un esploratore e geografo sovietico.

## Biografia
Laureatosi nel 1904 presso l'Università tecnica di Freiberg, in Germania, ha partecipato nel 1912 alla spedizione geologica di Vladimir Aleksandrovič Rusanov all'isola Spitsbergen. Samojlovič è stato uno degli iniziatori e il primo direttore dell'Istituto per la ricerca artica e antartica (1920-1925), parimenti è stato il fondatore e il primo presidente del Dipartimento dei paesi polari dell'Università statale di Leningrado (1934-1937). È stato a capo della squadra di soccorso ai sopravvissuti dell'equipaggio del dirigibile Italia, sul rompighiaccio Krassin  (1928), e ha partecipato alla spedizione del Graf Zeppelin. Ha guidato i rompighiaccio Vladimir Rusanov (1932), Georgij Sedov (1934) e Sadko (1936 e 1937-38).
Nel 1938, durante una campagna tesa a identificare i "nemici del popolo", Samojlovič fu arrestato. Secondo alcune fonti fu fucilato il 4 marzo dell'anno successivo, secondo altre morì nel maggio del 1940. Nel 1957 ha avuto la riabilitazione postuma.

## Luoghi che portano il suo nome
- L'isola di Samojlovič, che fa parte dell'arcipelago Severnaja Zemlja.
- Una baia nella Novaja Zemlja; uno stretto tra l'isola della Royal Society e l'isola di Leigh-Smith[7], e un ghiacciaio nella Terra di Francesco Giuseppe; una penisola, un capo e una montagna in Antartide.
- Un museo memoriale, inaugurato nel 1981, gli è stato dedicato nella sua città natale, Azov[8].

## Onorificenze
Samojlovič ha ricevuto le seguenti onorificenze:
- Ordine di Lenin
- Ordine della Bandiera rossa del lavoro